# Zero3
Zero3 (anche noto come Zero cubo o Zero al cubo) è una raccolta del cantante romano Renato Zero pubblicata nel 1998 dalla RCA Italiana e dalla BMG.
In quest'album è un box di 10 "CD Picture Disc",ognuno contenente 4 brani famosi del cantante per un totale di 40 brani.

## Tracce

### CD 01
1. Triangolo – 4:39
2. Sesso o esse – 4:22
3. Sbattiamoci – 3:44
4. Mi vendo – 4:16

### CD 02
1. Il carrozzone – 4:06
2. La tua idea – 3:23
3. Periferia – 4:24
4. Il cielo – 4:15

### CD 03
1. Una guerra senza eroi – 2:58
2. Tu che sei mio fratello – 3:57
3. Grattacieli di sale – 3:24
4. Salvami! – 4:29

### CD 04
1. Morire qui – 3:26
2. Arrendermi mai – 4:27
3. Scegli adesso oppure mai... – 4:21
4. Nascondimi – 3:22

### CD 05
1. La favola mia – 4:23
2. Sogni di latta – 4:32
3. Manichini – 3:22
4. Un uomo da bruciare – 3:37

### CD 06
1. Madame – 3:46
2. L'ambulanza – 3:53
3. Make Up, Make Up, Make Up, ... – 2:40
4. Sgualdrina – 3:16

### CD 07
1. La trappola – 3:56
2. Regina – 3:34
3. Metrò – 2:58
4. Amaro madely – 2:50

### CD 08
1. Dana – 3:06
2. Ti bevo liscia – 2:55
3. Motel – 4:29
4. Hanno arrestato Paperino – 3:44

### CD 09
1. In mezzo ai guai – 2:58
2. Una merenda di fragole – 1:50
3. No! Mamma, no! – 4:05
4. Paleobarattolo – 3:13

### CD 10
1. Non basta sai – 3:08
2. Rh negativo – 3:07
3. Nell'archivio della mia coscienza – 3:32
4. Il caos – 4:05